# Josefina en la cocina
Josefina en la cocina es un programa de televisión Colombiana en donde hacen recetas de cocina para aprender y hacer también.Su personaje principal es Josefina una niña que cocina junto su amigo Raffaello que vino desde Italia en aeroplano, Josefina vive con sus padres, su vecino Tomy y un guante parlante que también es protagonista de este programa.
Durante cada capítulo se plantea y se desarrolla una situación que se convierte en un motivo especial para cocinar. El chef y la niña diseñan el plato, compran los ingredientes para la receta del día, cocinan juntos, aprenden acerca de la cocina de las diferentes regiones de Colombia y de otros países del mundo, conocen el origen de los ingredientes y después disfrutan de sus recetas en compañía de sus seres queridos. El Guante Parlante crea conflictos y situaciones divertidas en la cocina por medio de sus travesuras, y aunque el chef Raffaello no puede verlo, es víctima de sus pilatunas.
En la serie, disfrutar y compartir de la comida en familia o con amigos alrededor de la mesa, le da sentido al hecho de cocinar. La cocina fortalece los vínculos familiares entre Josefina y su familia, hace crecer la amistad entre Raffaello y Josefina, permite que su imaginación vuele y cree al Guante Parlante, posibilita la vida en familia y en comunidad.

## Josefina
A Josefina le gusta liderar, enseñar y le encanta aprender.Es una niña inteligente y le gusta el conocimiento.este papel es promocionado por Sara Pinzon (protagonista) es una niña muy lista y sabe muy bien lo que hace.

## El guante parlante
Es el amigo fantástico de Josefina. Es un guante agarra ollas, con boca ojos y pelo, que habla y tiene vida propia. Es glotón, juguetón y pícaro, siempre tiene hambre y hace muchas pilatunas en la cocina. Es cómico, inquieto, burletero, y un poco desobediente, aunque de muy buen corazón. 
El Guante siempre se equivoca: dice mentiras, hace maldades, es celoso y muy goloso; pero sabe pedir disculpas y siempre trata de enmendar sus errores. 
El Guante adora a Josefina por encima de todas las cosas, ella es su mejor amiga y su heroína, sin embargo no puede evitar hacerle maldades, y complicarle un poco la vida a la niña Chef. El Guante Parlante está constantemente celoso del Chef Raffaello, pues cree que le quita la atención de Josefina. El Guante es inteligente, enérgico, muy amistoso y siempre habla en rima

## Raffaello
Es un chef italiano que vino a Colombia a compartir sus conocimientos y aprender sobre la cocina colombiana. Raffaello nació en Nápoles y se hizo chef desde niño pues heredó los conocimientos culinarios de su madre y de su abuelo. El Chef italiano es amigable y le gusta compartir lo que sabe. Es un extranjero enamorado de Colombia, de sus productos, de sus sabores, de su tradición culinaria. 
Raffaello es muy estricto en la cocina. Raffaello es sentimental y sensorial. Es optimista, alegre y cariñoso, pero a la vez irascible, impaciente y perfeccionista. 
Raffaello tiene miedo de experimentar, pues es muy riguroso en la cocina. No le gusta improvisar y cambiar las recetas en la mitad del camino. A Raffaello le molesta que Josefina cambie de planes con facilidad. Al chef le gusta oler, tocar y saborear los alimentos.